# Jason Collins
Jason Paul Collins (Northridge, 2 dicembre 1978) è un ex cestista statunitense, professionista nella NBA. È il fratello gemello di Jarron Collins.

## Carriera
Dopo il periodo universitario trascorso a Stanford, nel 2001 Jason Collins ha iniziato in NBA con i New Jersey Nets, dove ha giocato per sette stagioni, arrivando a disputare le Finali NBA nel 2002 e nel 2003. In seguito ha giocato nei Memphis Grizzlies, Minnesota Timberwolves, Atlanta Hawks, Boston Celtics, Washington Wizards e Brooklyn Nets
In 12 stagioni tra i professionisti ha mantenuto la media di 3,6 punti e 3,8 rimbalzi a partita in 20,7 minuti di utilizzo sul campo.

## Statistiche

### College
| Anno      | Squadra           | PG | PT | MP   | TC%  | 3P%  | TL%  | RP  | AP  | PRP | SP  | PP   |
| --------- | ----------------- | -- | -- | ---- | ---- | ---- | ---- | --- | --- | --- | --- | ---- |
| 1997-1998 | Stanford Cardinal | 1  | 0  | 15,0 | 25,0 | -    | 71,4 | 6,0 | 0,0 | 0,0 | 0,0 | 7,0  |
| 1998-1999 | Stanford Cardinal | 7  | 0  | 12,7 | 50,0 | -    | 47,8 | 3,3 | 0,3 | 0,1 | 0,4 | 4,1  |
| 1999-2000 | Stanford Cardinal | 31 | 11 | 19,6 | 62,2 | 0,0  | 66,2 | 6,1 | 0,1 | 0,2 | 1,4 | 8,3  |
| 2000-2001 | Stanford Cardinal | 34 | 34 | 26,3 | 62,0 | 46,2 | 78,4 | 7,8 | 1,5 | 0,8 | 1,3 | 14,5 |
| Carriera  | Carriera          | 73 | 45 | 22,0 | 61,2 | 44,4 | 71,6 | 6,6 | 0,8 | 0,5 | 1,2 | 10,8 |

### NBA

#### Regular Season
| Anno      | Squadra            | PG  | PT  | MP   | TC%  | 3P%  | TL%  | RP  | AP  | PRP | SP  | PP  |
| --------- | ------------------ | --- | --- | ---- | ---- | ---- | ---- | --- | --- | --- | --- | --- |
| 2001-2002 | N.J. Nets          | 77  | 9   | 18,3 | 42,1 | 50,0 | 70,1 | 3,9 | 1,1 | 0,4 | 0,6 | 4,5 |
| 2002-2003 | N.J. Nets          | 81  | 66  | 23,5 | 41,4 | 0,0  | 76,3 | 4,5 | 1,1 | 0,6 | 0,5 | 5,7 |
| 2003-2004 | N.J. Nets          | 78  | 78  | 28,5 | 42,4 | 0,0  | 73,9 | 5,1 | 2,0 | 0,9 | 0,7 | 5,9 |
| 2004-2005 | N.J. Nets          | 80  | 80  | 31,8 | 41,2 | 33,3 | 65,6 | 6,1 | 1,3 | 0,9 | 0,9 | 6,4 |
| 2005-2006 | N.J. Nets          | 71  | 70  | 26,7 | 39,7 | 25,0 | 51,2 | 4,8 | 1,0 | 0,6 | 0,6 | 3,6 |
| 2006-2007 | N.J. Nets          | 80  | 78  | 23,1 | 36,4 | 0,0  | 46,5 | 4,0 | 0,6 | 0,5 | 0,5 | 2,1 |
| 2007-2008 | N.J. Nets          | 43  | 23  | 15,9 | 42,6 | -    | 38,9 | 2,1 | 0,4 | 0,3 | 0,2 | 1,4 |
| 2007-2008 | Memphis Grizzlies  | 31  | 3   | 15,7 | 50,8 | 0,0  | 52,6 | 2,9 | 0,2 | 0,4 | 0,5 | 2,6 |
| 2008-2009 | Minnesota T'wolves | 31  | 22  | 13,6 | 31,4 | -    | 46,4 | 2,3 | 0,4 | 0,3 | 0,4 | 1,8 |
| 2009-2010 | Atlanta Hawks      | 24  | 0   | 4,8  | 34,8 | 0,0  | 0,0  | 0,6 | 0,2 | 0,1 | 0,1 | 0,7 |
| 2010-2011 | Atlanta Hawks      | 49  | 28  | 12,1 | 47,9 | 100  | 65,9 | 2,1 | 0,4 | 0,2 | 0,2 | 2,0 |
| 2011-2012 | Atlanta Hawks      | 30  | 10  | 10,3 | 40,0 | -    | 46,7 | 1,6 | 0,3 | 0,1 | 0,1 | 1,3 |
| 2012-2013 | Boston Celtics     | 32  | 7   | 10,3 | 34,8 | -    | 70,0 | 1,6 | 0,2 | 0,3 | 0,2 | 1,2 |
| 2012-2013 | Wash. Wizards      | 6   | 2   | 9,0  | 16,7 | -    | 100  | 1,3 | 0,3 | 0,3 | 0,7 | 0,7 |
| 2013-2014 | Brooklyn Nets      | 22  | 1   | 7,8  | 45,8 | 0,0  | 75,0 | 0,9 | 0,2 | 0,4 | 0,0 | 1,1 |
| Carriera  | Carriera           | 735 | 477 | 20,4 | 41,1 | 20,6 | 64,7 | 3,7 | 0,9 | 0,5 | 0,5 | 3,6 |

#### Playoffs
| Anno     | Squadra       | PG | PT | MP   | TC%  | 3P% | TL%  | RP  | AP  | PRP | SP  | PP  |
| -------- | ------------- | -- | -- | ---- | ---- | --- | ---- | --- | --- | --- | --- | --- |
| 2002     | N.J. Nets     | 17 | 0  | 13,4 | 36,4 | -   | 65,8 | 2,4 | 0,4 | 0,3 | 0,4 | 2,9 |
| 2003     | N.J. Nets     | 20 | 20 | 26,5 | 36,3 | 0,0 | 83,6 | 6,3 | 0,9 | 0,7 | 0,6 | 5,9 |
| 2004     | N.J. Nets     | 11 | 11 | 24,2 | 36,8 | -   | 75,0 | 4,0 | 1,5 | 0,3 | 0,9 | 3,6 |
| 2005     | N.J. Nets     | 4  | 4  | 32,0 | 23,5 | -   | 37,5 | 6,5 | 0,3 | 0,5 | 0,0 | 2,8 |
| 2006     | N.J. Nets     | 11 | 11 | 27,5 | 36,0 | -   | 59,1 | 5,0 | 0,3 | 0,5 | 0,2 | 2,8 |
| 2007     | N.J. Nets     | 12 | 12 | 27,4 | 57,1 | -   | 36,4 | 3,3 | 0,2 | 0,6 | 0,3 | 2,3 |
| 2010     | Atlanta Hawks | 3  | 0  | 3,3  | 60,0 | -   | -    | 1,7 | 0,0 | 0,0 | 0,0 | 2,0 |
| 2011     | Atlanta Hawks | 12 | 9  | 13,2 | 64,3 | -   | 37,5 | 1,4 | 0,1 | 0,4 | 0,3 | 1,8 |
| 2012     | Atlanta Hawks | 5  | 4  | 17,0 | 54,5 | -   | -    | 2,4 | 0,0 | 0,2 | 0,0 | 2,4 |
| Carriera | Carriera      | 95 | 71 | 21,4 | 40,0 | 0,0 | 67,7 | 3,8 | 0,5 | 0,4 | 0,4 | 3,3 |

## Palmarès
- McDonald's All-American Game (1997)

## Vita privata
Il 29 aprile 2013 attraverso un articolo pubblicato su Sports Illustrated ha dichiarato la propria omosessualità e da allora è considerato come il secondo atleta della NBA a fare pubblicamente coming out. Prima di lui ci fu John Amaechi nel 2007 (che tuttavia si era ritirato nel 2003). Tra gli altri sport americani ci fu Glenn Burke, giocatore di baseball che nel 1976 firmò il suo primo contratto con le Major League, non nascose a nessuno la sua omosessualità, tuttavia la stampa dell'epoca non diede spazio alla questione.